# Nova economia doméstica
A Nova Economia Doméstica (inglês: New Home Economics) é uma abordagem para o estudo do consumo, oferta de trabalho e outras decisões familiares centradas no lar, e não no indivíduo, e que enfatiza a importância da produção doméstica.

## História da Nova Economia Doméstica
Juntos, Gary Becker e Jacob Mincer fundaram a NHE na década de 1960 no workshop de trabalho na Universidade Columbia que ambos dirigiram.  Shoshana Grossbard, que entrou para o NHE enquanto estudava com Becker na Universidade de Chicago, e publicou pela primeira vez uma história do NHE em Columbia e Chicago em 2001.  Depois de receber feedback dos fundadores da NHE, ela revisou sua publicação.
Entre as primeiras publicações do NHE estavam as de Becker (1960) sobre fertilidade, Mincer (1962) sobre oferta de trabalho feminino, e Becker (1965) sobre a alocação de tempo.  Alunos e professores que participaram do workshop Becker / Mincer em Columbia na década de 1960 e publicaram na tradição do NHE incluem Andrea Beller, Barry Chiswick, Carmel Chiswick, Victor Fuchs, Michael Grossman (um especialista na demanda por cuidados de saúde), Robert Michael, June O'Neill, Sol Polachek e Robert Willis.  James Heckman também foi influenciado pela tradição do NHE e participou da oficina de trabalho na Columbia de 1969 até sua mudança para a Universidade de Chicago.  O NHE pode ser visto como um subcampo da economia familiar.
Em 2013, respondendo à questões sobre a falta de mulheres em posições de destaque nos Estados Unidos, Becker disse ao repórter do Wall Street Journal David Wessel: “Muitas barreiras [para mulheres e negros] já foram quebradas. Isso é tudo para o bem. É muito claro que o que vemos hoje é o resultado de algumas barreiras artificiais. As mulheres estão indo para casa cuidar das crianças quando os homens não: Isso é um desperdício do tempo de uma mulher?  Não há provas de que seja.  Essa visão foi criticada por Charles Jones, afirmando que "a produtividade poderia ser 9% a 15% maior, potencialmente, se todas as barreiras fossem eliminadas".